# Guo Yuehua
Guo Yuehua (Xiamen, 4 dicembre 1956) è un ex tennistavolista cinese.

## Carriera
È stato uno dei migliori giocatori della sua epoca, e ha vinto più volte i Mondiali, la Coppa del mondo e la Coppa d'Asia.

## Caratteristiche tecniche
Era un attaccante, che faceva del dritto carico di topspin la sua arma principale, e giocava con l'impugnatura a penna.
Stava lontano dal tavolo, per avere il tempo di caricare il suo potente topspin, e giocava con una sola faccia della racchetta: di conseguenza faceva molta fatica dal lato del rovescio, tendendo quindi a spostarsi sul lato del dritto per sfoderare il suo colpo migliore.
Si è ritirato nel 1983.